# Herinneringsteken aan het 25-jarig Bezit van het Fideïcommis Sybillenort

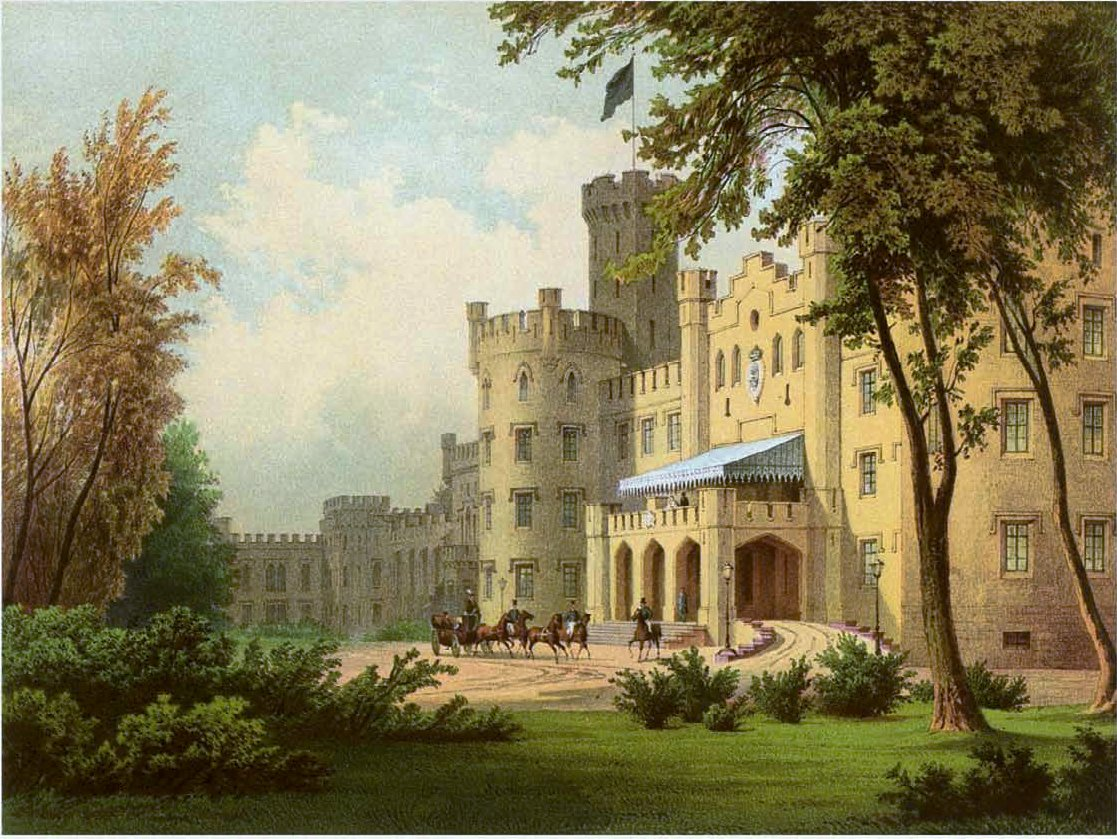
Sybillenort in de 19e eeuw

Het Herinneringsteken aan het 25-jarig Bezit van het Fideïcommis Sybillenort (Duits: Erinnerungszeichen zum 25jährigen Jubiläum König Friedrich August III im Besitz der Fideïcommißherschaft Sybillenort) was een particuliere onderscheiding van de in 1918 afgezette Saksische koning Frederik August III. De ex-koning bewoonde na zijn abdicatie het reusachtige kasteel Sibyllenort in Silezië.
Het domein was een fideïcommis wat betekende dat het het als majoraat zou toevallen aan de oudste zoon de bezitter. In 1920 was de Duitse regering al druk doende deze feodale bezittingen om te zetten in normale onroerende goederen die onder het normale erf- en vermogensrecht zouden vallen.
Het verzilverde metalen of massief zilveren herinneringsteken werd door heren als speld gedragen. Dames droegen het verzilverde versiersel aan een strik op de linkerschouder. 